# Chlorophorus tredecimmaculatus
Chlorophorus tredecimmaculatus är en skalbaggsart som först beskrevs av Louis Alexandre Auguste Chevrolat 1863.  Chlorophorus tredecimmaculatus ingår i släktet Chlorophorus och familjen långhorningar. Inga underarter finns listade i Catalogue of Life.